# Hideyuki Hirose
Hideyuki Hirose (jap. 廣瀬 英行, Hirose Hideyuki; * 20. Juli 1989 in der Präfektur Saga) ist ein japanischer Sprinter, der sich auf den 400-Meter-Lauf spezialisiert hat.

## Sportliche Laufbahn
Erste internationale Erfahrungen sammelte Hideyuki Hirose sammelte Hideyuki Hirose im Jahr 2008, als er bei den Juniorenasienmeisterschaften in Jakarta in 47,50 s den vierten Platz belegte. Anschließend erreichte er bei den Juniorenweltmeisterschaften in Bydgoszcz das Halbfinale und schied dort mit 48,30 s aus, während er mit der japanischen 4-mal-400-Meter-Staffel in 3:09,61 min den Finaleinzug verpasste. Im Jahr darauf nahm er an der Sommer-Universiade in Belgrad teil und gewann dort mit der Staffel in 3:06,46 min die Bronzemedaille hinter den Teams aus Australien und Polen und schied im Einzelbewerb mit 46,84 s im Halbfinale aus. Anschließend scheiterte er bei den Weltmeisterschaften in Berlin mit 46,80 s im Vorlauf. Bei den Asienmeisterschaften in Guangzhou belegte er in 48,52 s den achten Platz und siegte mit der Staffel in 3:04,13 min. 2010 nahm er mit der Staffel an den Asienspielen ebendort teil und gewann dort in 3:02,43 min die Silbermedaille hinter Saudi-Arabien.
2011 verteidigte er bei den Asienmeisterschaften in Kōbe in 3:04,72 min den Titel mit der Staffel und gewann über 400 Meter in 46,03 s die Silbermedaille hinter dem Saudi Youssef Masrahi. Anschließend gewann er bei den Studentenweltspielen in Shenzhen in 3:05,16 min die Silbermedaille mit der Staffel hinter dem Team aus Russland und schied im Einzelbewerb mit 47,07 s im Halbfinale aus. Mit der Staffel startete er auch bei den Weltmeisterschaften in Daegu, verpasste dort aber mit 3:02,64 min den Finaleinzug. 2013 gewann er bei den Asienmeisterschaften in Pune in 3:04,46 min die Silbermedaille hinter Saudi-Arabien und schied danach bei den Weltmeisterschaften in Moskau mit 3:02,43 min im Vorlauf aus.

## Persönliche Bestleistungen
- 300 Meter: 33,18 s, 20. April 2014 in Izumo
- 400 Meter: 45,84 s, 28. Juni 2009 in Hiroshima